# Pedro Valentín
Pedro Valentín (1941-Madrid, 25 de julio de 2022) fue un actor español.

## Biografía
Especializado en registros cómicos, inicia su actividad artística en Valladolid a principios de la década de la década de 1960 en el grupo de teatro aficionado de la Obra Sindical de Educación y Descanso y en 1964 obtiene el Premio de Interpretación Masculina de dicha entidad por su participación en la obra Barriada. Ese mismo año protagonizaba El novio, de Enrique Bariego y tres años más tarde, ya en Madrid, intervenía en el montaje de Ellos, ellas... y la noche, de Alfredo Varela, junto a Elisa Ramírez y Luis Sánchez Polack.
Instalado ya definitivamente en la capital, entre 1968 y 1970, interviene en varias obras, como Ay infeliz de la que nace hermosa (1968), de Juan José Alonso Millán, con Amparo Soler Leal, y seguidamente, integrado en la compañía de Florinda Chico, ¡Cómo está el servicio! (1968), Viuda ella, viudo él (1968), ambas de Alfonso Paso y Amor dañino o la víctima de sus virtudes (1969), de Alonso Millán.
Más adelante comparte escenario con Fernando Delgado en El bebé (1970), de Felicien Marceau, con María Luisa Merlo en Vidas privadas (1970), de Noel Coward, con Lilí Murati en Julieta tiene un desliz (1971), de Julio Mathias, con Lola Herrera en El amor propio (1972), de Marc Camoletti, Luis Varela en Boeing boeing (1973), con Antonio Garisa en No le busques tres piernas al alcalde y con María Luisa Ponte en Balada de los tres inocentes (1974), las dos últimas de Pedro Mario Herrero.
En 1978 forma compañía propia, con la que estrena Casado de día, soltero de noche (1979), de Julio Mathias. Tras esa experiencia, en 1980 se une a Alfonso del Real en la obra Rematadamente locos (1980), de Víctor Valdés, a la que seguirían la Revista Divorcio a la española (1980), con Bibi Andersen y Pedro Peña, La señorita de Tacna (1983), de Mario Vargas Llosa, con Aurora Bautista, Doña Mariquita de mi corazón (1985), de José Muñoz Román, con María José Cantudo, Patatús (1986), de José Bellido, con María Isbert, La tetera (1991), de Miguel Mihura, Usted puede ser un asesino (1994), de Alfonso Paso, Cuando el gato no está (1996), de Johnnie Mortimer y Brian Cooke, con Marisol Ayuso, Los tres etcéteras de Don Simón (1997), de José María Pemán, Amor a medias (2000), de Alan Ayckbourn, con Loreto Valverde y Malena Gracia, El galán fantasma (2000), de Calderón de la Barca, El lindo don Diego (2001), de Agustín Moreto, La venganza de la Petra (2002), de Carlos Arniches, Anacleto se divorcia (2003), de Pedro Muñoz Seca.
Rodó una quincena de películas sin demasiada trascendencia. En televisión, sin embargo fue una presencia más habitual durante más de dos décadas. En 1974 intervino en la serie Los maniáticos, protagonizada por José Sazatornil y tres años después le llegaba el papel que posiblemente mayor popularidad le ha proporcionado: el de doctor chiflado en el programa infantil de Televisión española El monstruo de Sanchezstein junto a José Carabias y María Luisa Seco. Con posterioridad intervino La comedia musical española (1985), Aquí hay negocio (1995), Los ladrones van a la oficina (1995-1996).